# Megaptera (Band)
Megaptera ist ein Death-Industrial-Projekt aus Oxelösund.

## Geschichte
Der Post-Industrial-Musiker Mikael Svensson initiierte Megaptera 1991 als Projekt mit Magnus Åslund. Der mit den Musikern befreundete Peter Nyström stieß nach den ersten Aufnahmen zur Gruppe. Einerseits inspiriert von den Veröffentlichungen des Labels Cold Meat Industry, andererseits aus Ermangelung von Equipment entwickelte Megaptera den eigenen Musikstil. Entsprechend der Neigung der Musiker wurde das Debüt Near Death über das „auf edle und limitierte Kassetten-Boxen spezialisierten Sublabel“ von Cold Meat Industry Sound Source noch im Jahr der Bandgründung veröffentlicht. Insbesondere mit diesem Album war das Projekt „maßgeblich daran beteiligt, dass ROGER KARMANIK den Begriff ‘Death Industrial’, den er zunächst nur für seine eigene musikalische Arbeit erfunden hatte, auch auf andere Projekte - wie MEGAPTERA - ausdehnte“. Noch im gleichen Jahr schied Åslund aus der Band. Megaptera indes erarbeitete sich in den folgenden Jahren, insbesondere über die Kooperation mit dem Label Slaughter Productions, eine höhere Popularität in der Industrial Culture. Über den Karriere-Verlauf entwickelte das Projekt über Zusammenarbeiten mit Unternehmen wie Slaughter Productions, Art Konkret, SSSM, Release Entertainment, Malignant Records und Cold Meat Industry den Ruf als eines der bedeutendsten und konstantesten Post-Industrial-Projekte der 1990er. Derweil überließ Svensson das Projekt vollständig Nyström nach der Aufnahme des weit beachteten und 1998 über Release Entertainment erschienenen Albums The Curse of the Scarecrow. Fortan blieb Megaptera ein Soloprojekt von Peter Nyström. Gelegentlich wurden Gerüchte zu einer möglichen Beendigung der Tätigkeit bekannt.

## Stil
Megaptera gilt als einer der Pioniere des Death Industrial. Als entsprechend Proto-Typisch wird die Musik beurteilt. Das Projekt verbindet eine dichte, hypnotische und schwere Soundtrack-artige Industrial mit metallischen Rhythmen. „Samples aus (Anti-)Kriegsfilmen, Ausschnitte von Radio- und Fernsehsendungen, eine Drummachine und einige Sounds […], die dem Bandnamen“ Megaptera entsprechen dominierten das Debüt. Den „erdigen Katakombenklang, der Death Industrial unter anderem ausmacht“ behielt Megaptera fortwährend bei. Spätere Veröffentlichungen erhöhten punktuell die Rhythmik und kombinierten „Beats und Trommeln […] in hypnotische[n] Schleifen“ mit „elektronische[n] Mönchsgesänge[n]“. Dabei ging Megaptera in der Produktion weniger minimalistisch als Vergleichsgrößen wie Brighter Death Now und In Slaughter Natives vor. Die Musik wirke darüber raumgreifender, „als wäre man in einem RIESIGEN, kathedralenartigen Lagerhaus voller Schleifmaschinen gefangen und in Gesellschaft einer Menge Leute, die summen und etwas Unangenehmes anbeten.“

## Diskografie
Alben
- 1991: Near Death (Sound Source)
- 1991: You Will Recover (Nüxdorf Recordings)
- 1992: Songs from the Massive Darkness (Vinyl Attack)
- 1994: Beyond the Shadow (Kronotop)
- 1995: Nightmares (Selbstverlag)
- 1995: You Will Never Survive This Nightmare (Slaughter Productions)
- 1996: Disease (Art Konkret)
- 1997: Electronic Underground (SSSM)
- 1998: The Curse of the Scarecrow (Release Entertainment)
- 2006: Disturbance Ritual (Vendlus Records)
- 2014: Nailed on Vinyl (Raubbau)
- 2019: A Horse in the Eye Is Part of the Art (Cloister Recordings)

Singles und EPs
- 1997: Deep Inside (Slaughter Productions)
- 1998: Beautiful Chaos (Fever Pitch Music)

Kompilationen
- 2001: Beyond the Massive Darkness (Cold Meat Industry)
- 2006: Extended Chaos (Autarkeia)
- 2007: Staring Back at You (Malignant Records)

Live-Alben
- 1998: Live in Rostock (Bastet Recordings)
- 2016: Berlin (Selbstverlag)